# Badge (chanson)
Pour les articles homonymes, voir BADGE.
Singles de Cream
Crossroads
(1969) Sweet Wine
(1973)
Badge est une chanson rock du groupe Cream, écrite par Eric Clapton et George Harrison pendant une collaboration entre Clapton, Harrison et Ringo Starr et enregistrée en 1968. Elle est incluse dans l'album Goodbye. Atteignant la 60e place au Billboard Hot 100, Badge a été un succès mineur en tant que single sorti en avril 1969.

## Histoire
The Band sort en 1968 l'album Music from Big Pink, qui est un succès commercial relatif mais qui influence beaucoup George Harrison et dont Clapton dit : « c'est ça que je veux jouer - pas de longs solo ou des conneries de maestro, mais juste de bonnes chansons funky »,. C'est dans ce contexte que Badge naît en tant que nouvelle collaboration entre Harrison et Clapton après While My Guitar Gently Weeps chanson des Beatles dans laquelle Clapton assure l'essentiel de la partie guitare et notamment le solo.
Badge est donc une chanson qui ressemble plus au style de The Band qu'à celui de Clapton ou de Cream. D'autre part sa ressemblance avec While My Guitar Gently Weeps s'explique par sa tonalité (La mineur) et une sonorité de piano identiques. Badge développe aussi un arpège d'accords D-C-G-D qui est la base de Here Comes the Sun et la fin de You Never Give Me Your Money dans le Medley de l'album Abbey Road.
Plus qu'une synergie entre deux superstars, Badge marque selon certains le point de départ à partir duquel George Harrison s'éloigne lentement des Beatles.

## Origine du titre
Badge est à l'origine une chanson sans titre. Durant la phase de production de l'album Goodbye, les partitions originales des chansons étaient utilisées pour écrire le livret et la liste des chansons. La seule chose discernable sur la page était Bridge (Pont), notation destinée à identifier une transition dans la chanson. L'écriture de Harrison était tellement mauvaise que Ringo Starr la lisant dit « Badge » et le groupe garda le titre pour la chanson.
Harrison raconte l'histoire différemment : « Vous savez, j'ai aidé Eric à écrire Badge. Chacun d'entre eux devaient venir avec une chanson pour l'album de Cream Goodbye et Eric n'avait pas écrit la sienne. Nous travaillions tous les deux ensemble, j'étais en train d'écrire les paroles et nous sommes arrivés au milieu, j'ai donc écrit « Bridge ». Eric le lu à l'envers et explosa de rire ; il dit : « What's BADGE? ». Après cela Ringo alla se promener ivre et nous donna cette phrase à propos des cygnes vivant dans le parc. »
Deux courantes mais mauvaises interprétations du titre sont relatives à la progression d'accords B-A-D-G-E (qui n'est pas la progression d'accords de la chanson) ou à une anagramme de l'accordage classique des cordes d'une guitare (E-A-D-G-B-E).

## Musiciens
- Eric Clapton - guitare solo & chant
- Jack Bruce - basse
- Ginger Baker - batterie
- Felix Pappalardi - piano & Mellotron
- George Harrison  (crédité en tant que « L'Angelo Misterioso » pour des raisons contractuelles) - guitare rythmique